# 町田市立自由民権資料館
町田市立自由民権資料館（まちだしりつじゆうみんけんしりょうかん）は、東京都町田市にある市立の資料館。明治時代の自由民権運動の拠点「凌霜館跡」にある。

## 概要
1986年（昭和61年）開館。施設は芝溝街道（神奈川県道・東京都道57号相模原大蔵町線）に面し、自由民権運動や町田の歴史に関する資料を中心に展示・保管している。
元々は、自由民権運動に係わった村野常右衛門が私財を割き、1883年（明治16年）2月に建てた文武道場「凌霜館」の跡地で、土地が村野常右衛門の子孫から町田市に寄付されたのを受けて、施設が建設された。なお、凌霜館の建物は大正時代に地区内の別の場所に移築された後に取り壊されている。1996年（平成8年）5月に施設の増築工事が実施された。
2023年（令和5年）6月27日には「凌霜館跡地」が町田市指定旧跡に指定された。

## 利用案内
開館時間
- 9:00～16:30

休館日
- 原則として月曜日
- 年末年始（12月28日～1月4日）
- 館内燻蒸日など

入館料
- 無料

## 交通アクセス
バスの場合
- 町田駅21番乗り場より本町田経由鶴川駅行き（町53）もしくは本町田経由野津田車庫行き（町55）で「袋橋」下車。
  - 但し、袋橋バス停の設置位置は路線によって異なり、町53系統（鶴川駅行き）の方が施設の目の前に停留所があり、利便性が高い。
- 鶴川駅1番乗り場より本町田経由町田駅行き（町53）もしくは野津田車庫行き（鶴33・鶴66）で「綾部入口」下車。

自家用車の場合
- 駐車場あり。